# Ernie Stautner
Pro Football Hall of Fame 1969
(en) Statistiques sur pro-football-reference
Ernest Alfred Stautner, né le 20 avril 1925 à Prienzing-by-Cham et mort le 16 février 2006 à Carbondale (Colorado), est un joueur allemand de football américain ayant évolué comme defensive tackle.
Sa famille émigra aux États-Unis alors qu'il n'a que trois ans. Il servira dans les United States Marine Corps avant d'étudier au Boston College et de jouer pour les Eagles de Boston College.
Il est drafté en 1950 à la 22e position (deuxième tour) par les Steelers de Pittsburgh. Il remportera deux Super Bowl (VI et XII).
Il est sélectionné pour neuf Pro Bowl (1952, 1953, 1955, 1956, 1957 — MVP du match —, 1958, 1959, 1960 et 1961) et sera dix fois All-Pro (1952, 1953, 1954, 1955, 1956, 1957, 1958, 1959, 1960 et 1961). Il fait partie de l'équipe NFL de la décennie 1950 et fut, en 1969, intronisé au Pro Football Hall of Fame. Son numéro #70 a été retiré par les Steelers.
Après sa retraite sportive, il fut entraîneur des Steelers de 1963 à 1964, des Redskins de Washington en 1965, des Cowboys de Dallas de 1966 à 1988, des Texans de Dallas de 1990 à 1991, des Broncos de Denver de 1991 à 1993 et des Francfort Galaxy de 1995 à 1997.